# Панџаб (Пакистан)
Пенџаб изговорⓘ (панџ. پنجاب / урд. پنجاب) је провинција Пакистана, односно најмногољуднија регија у земљи и постојбина Панџабаца и других етничких група. Граничи се са Синдом на југу, Белуџистаном и Хајбер-Пахтунвом на западу, пакистанским подручјем Азад Кашмир, индијском државом Џаму и Кашмир и територијом Исламабада на северу, те индијским Пенџабом и Раџастаном на истоку. Главни језици су панџаби, сераики и урду, а главни град провинције је Лахор. 

## Етимологија
Назив Панџаб је дословни превод персијске речи Пањ (پنج), санскритске речи Панча, што значи „пет“, и Аб (آب), или санскритске речи Ап, што значи „вода“ што се често преводи као „пет река“ - од чега долазе називи земља пет река или петоречје, што се односи на реке Беас, Рави, Сатлеџ, Ченаб и Џелам. Део реке Инд такође пролази кроз Панџаб, иако се не сматра једном од „пет“ река.